# Östergötlands runinskrifter 63
Ög 63 är en vikingatida runsten i Vistena, Allhelgona socken och Mjölby kommun.
Runsten är av granit 1,1 m hög, 0,75 m bred och 0,5 m tjock. Runinskrift på stenens sida är bestående av en runslinga runt ett kors. Runhöjd 13-20 cm. Enligt Östergötlands runinskrifter utgör inskriften en lönnskrift som skulle kunna lyda: "X satte dessa stenar efter sin fader Y" .
Uppmålad 1997.

## Inskriften
Translitterering av runraden:
saþ(u) + þati + tiþtku + su(i)(t) × (a)(f)(h)l × ʀtst × fa si
Normalisering till runsvenska:
... ... ... ... ... ... ... ...
Översättning till nusvenska:
Þorð(?) satte stenar dessa efter Y, fa(der) si(n).
Brate läser chiffer som þarþ + sati + staina + þasi × aftʀ × ʀtst  × fa(þur) si(n), där "fader sin" är förkortade till fa si. Þorð (=Thordh) är ganska vanligt mansnamn.